# Czarnucha (sielsowiet Hoża)
Czarnucha (biał. Чарнуха, ros. Чернуха) – wieś na Białorusi, w obwodzie grodzieńskim, w rejonie grodzieńskim, w sielsowiecie Hoża.
Dawniej chutor, a następnie folwark. W dwudziestoleciu międzywojennym wieś leżała w Polsce, w województwie białostockim, w powiecie grodzieńskim, w gminie Hoża.
Według Powszechnego Spisu Ludności z 1921 roku ówczesny folwark zamieszkiwał 3 osoby, wszystkie były wyznania rzymskokatolickiego i zadeklarowały polską przynależność narodową. Były tu 1 budynek mieszkalny.
Wieś należała do parafii świętych apostołów Piotra i Pawła w Hoży.
Czarnucha podlegała pod Sąd Grodzki i Okręgowy w Grodnie; najbliższy urząd pocztowy mieścił się w także w Grodnie.